# Oppenheimer (film)
Pour les articles homonymes, voir Oppenheimer.
Pour plus de détails, voir Fiche technique et Distribution.
Oppenheimer est un film britannico-américain écrit, produit et réalisé par Christopher Nolan, sorti en 2023.
Il s'agit d'un film biographique et d'une adaptation du livre Robert Oppenheimer : Triomphe et tragédie d'un génie (2005) de Kai Bird et Martin J. Sherwin sur Robert Oppenheimer, régulièrement surnommé le « père de la bombe atomique ».
L'intrigue est présentée de manière non linéaire et alterne trois séquences temporelles : l'ascension d'Oppenheimer de Cambridge à Los Alamos entre les années 1920 et 1940, son audition pour le maintien de son habilitation de sécurité en 1954 ainsi que l'audience de confirmation par le Sénat de Lewis Strauss au poste de secrétaire au Commerce — durant laquelle celui-ci est interrogé au sujet de la révocation de l'habilitation d'Oppenheimer — en 1959. Cette dernière est présentée en noir et blanc aux spectateurs.
Nommé treize fois aux Oscars, le film remporte sept statuettes dont celles du meilleur acteur pour Cillian Murphy, du meilleur acteur dans un second rôle pour Robert Downey Jr., du meilleur réalisateur pour Christopher Nolan, et l’Oscar du meilleur film.

## Synopsis
Le film présente une narration non linéaire, entrelaçant différentes périodes de la vie de Robert Oppenheimer : ses années de Cambridge à Los Alamos, son audition de sécurité en 1954 et l'audition parlementaire de Strauss en 1959. L'histoire est ici résumée en suivant l'ordre chronologique des événements.

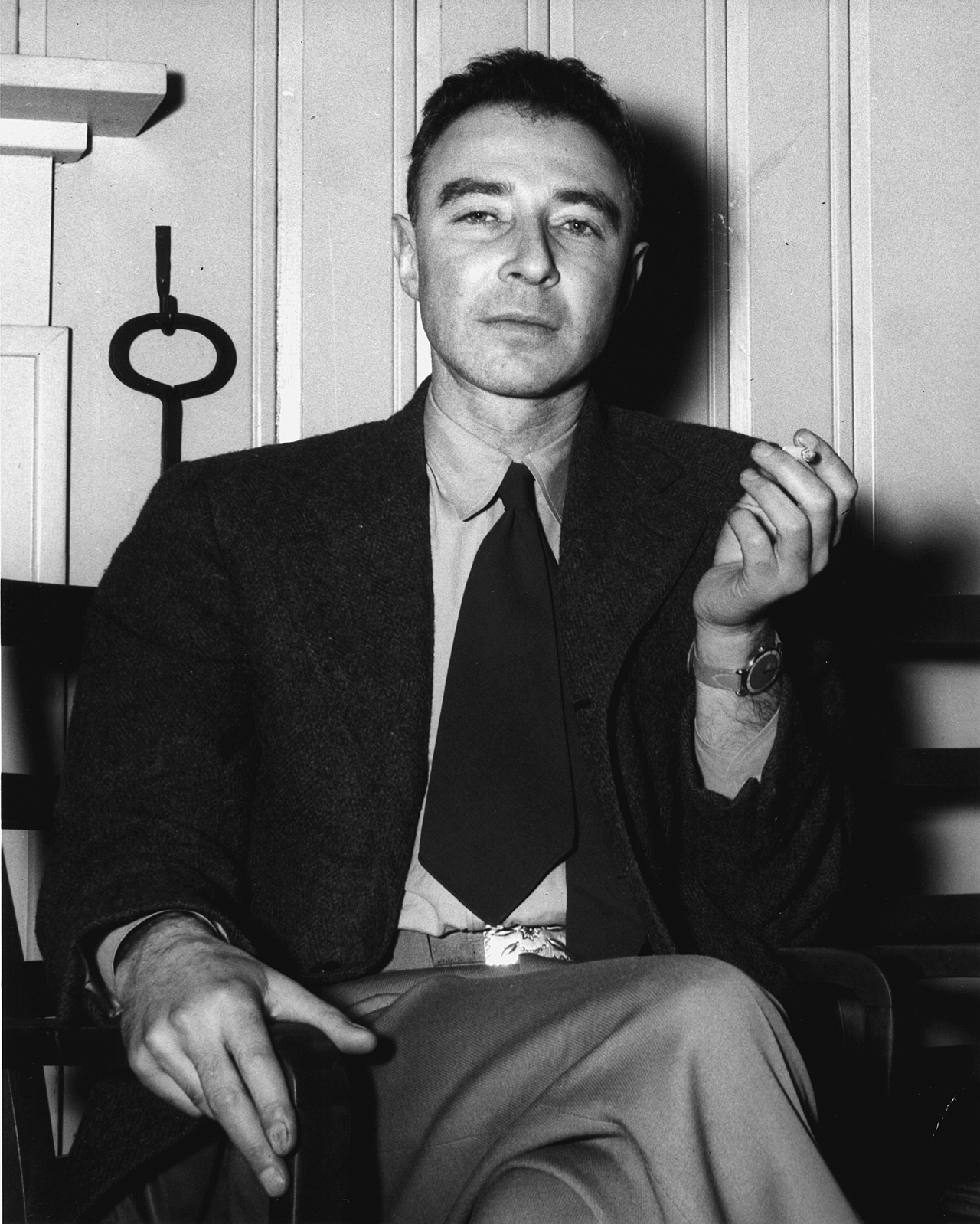
Robert Oppenheimer au laboratoire national d'Oak Ridge, en 1946.

En 1926, Robert Oppenheimer étudie au laboratoire Cavendish de Cambridge au Royaume-Uni. Outre son mal du pays, il est en proie à des crises d'anxiété, surtout parce qu'il ne se sent pas à l'aise dans les travaux pratiques ; il préfère la théorie. Il travaille sous la direction de l'exigeant Patrick Blackett et va même jusqu'à empoisonner la pomme de ce dernier. Il se ravisera cependant, surtout quand Niels Bohr sera sur le point de la manger accidentellement. Oppenheimer termine son doctorat en physique à l'université de Göttingen en Allemagne et rencontre notamment Werner Heisenberg lors d'une conférence à l'École polytechnique fédérale de Zurich. Il retourne ensuite aux États-Unis où il espère développer ses recherches en physique quantique. Il commence à enseigner à l'université de Californie à Berkeley et au California Institute of Technology. En 1936, il rencontre Jean Tatlock, une jeune femme membre du Parti communiste. Ils entretiendront une relation amoureuse intermittente jusqu'à la mort de celle-ci — en janvier 1944 —, et ce, malgré le mariage d'Oppenheimer avec Katherine Puening, biologiste et ex-communiste, qui a lieu en 1940. Lié à des communistes, Robert Oppenheimer est dès lors surveillé notamment par le FBI.

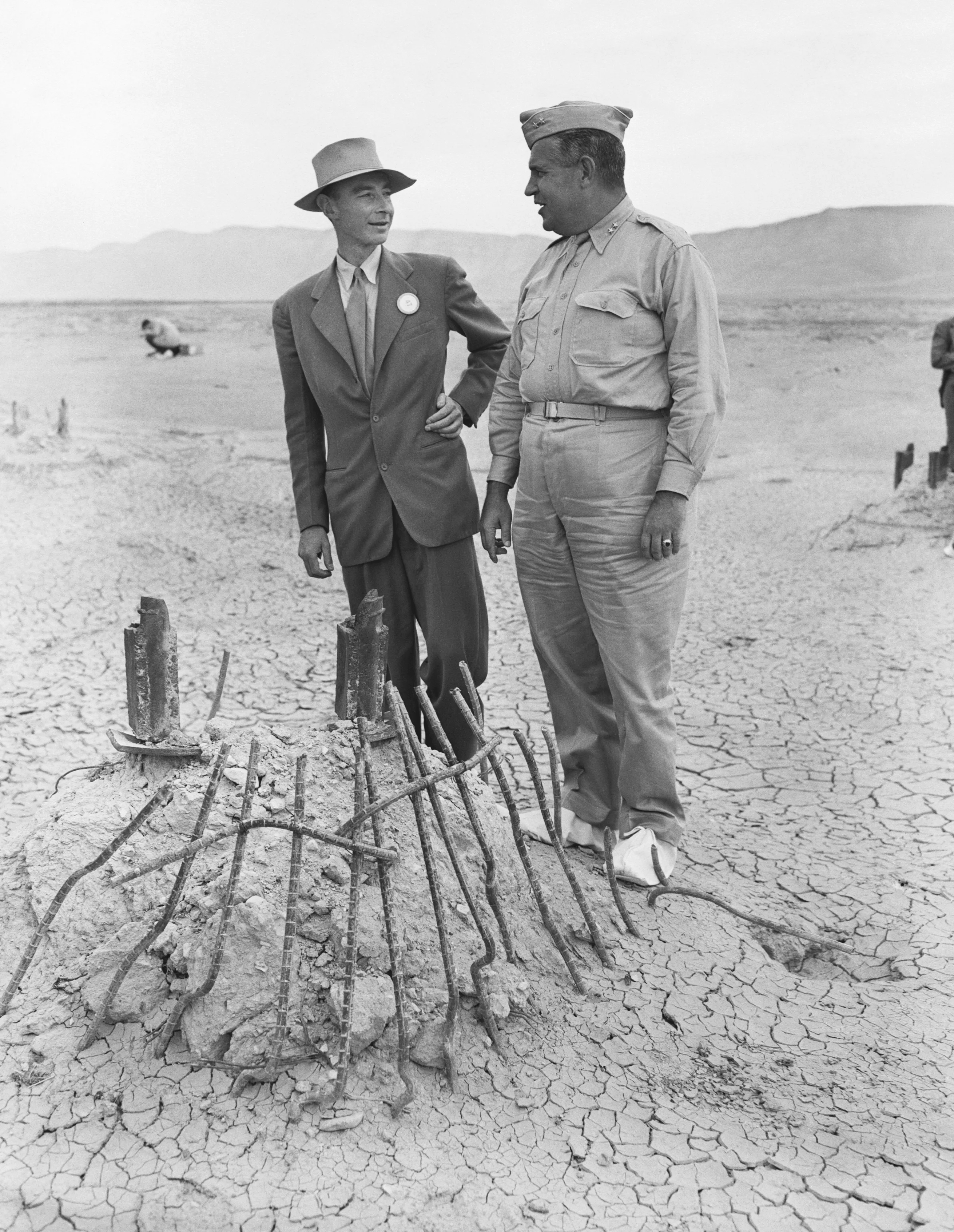
Robert Oppenheimer et Leslie Richard Groves sur le site de l'essai Trinity en septembre 1945.

En 1939, au début de la Seconde Guerre mondiale, le général Leslie Richard Groves recrute Oppenheimer pour diriger le projet Manhattan. Le but de celui-ci est de développer une bombe atomique. Le scientifique lui a alors assuré qu'il n'avait aucune sympathie communiste. Oppenheimer, qui est juif, est par ailleurs particulièrement motivé pour devancer les nazis sur leur programme d'armes nucléaires en cours, dirigé par Werner Heisenberg, qu'il connaît bien. Oppenheimer rassemble une équipe de scientifiques comprenant Edward Teller, Hans Bethe, Isidor Isaac Rabi et David L. Hill. Il les regroupe à Los Alamos au Nouveau-Mexique au sein d'un laboratoire pour créer secrètement la bombe avec l'intention qu'elle sauverait le monde malgré ses répercussions mondiales potentielles. Pendant le développement, il reçoit la visite de Niels Bohr et s'entretient également avec Albert Einstein, qui lui parlent de la possibilité qu'une telle bombe déclenche une réaction en chaîne qui pourrait détruire le monde.

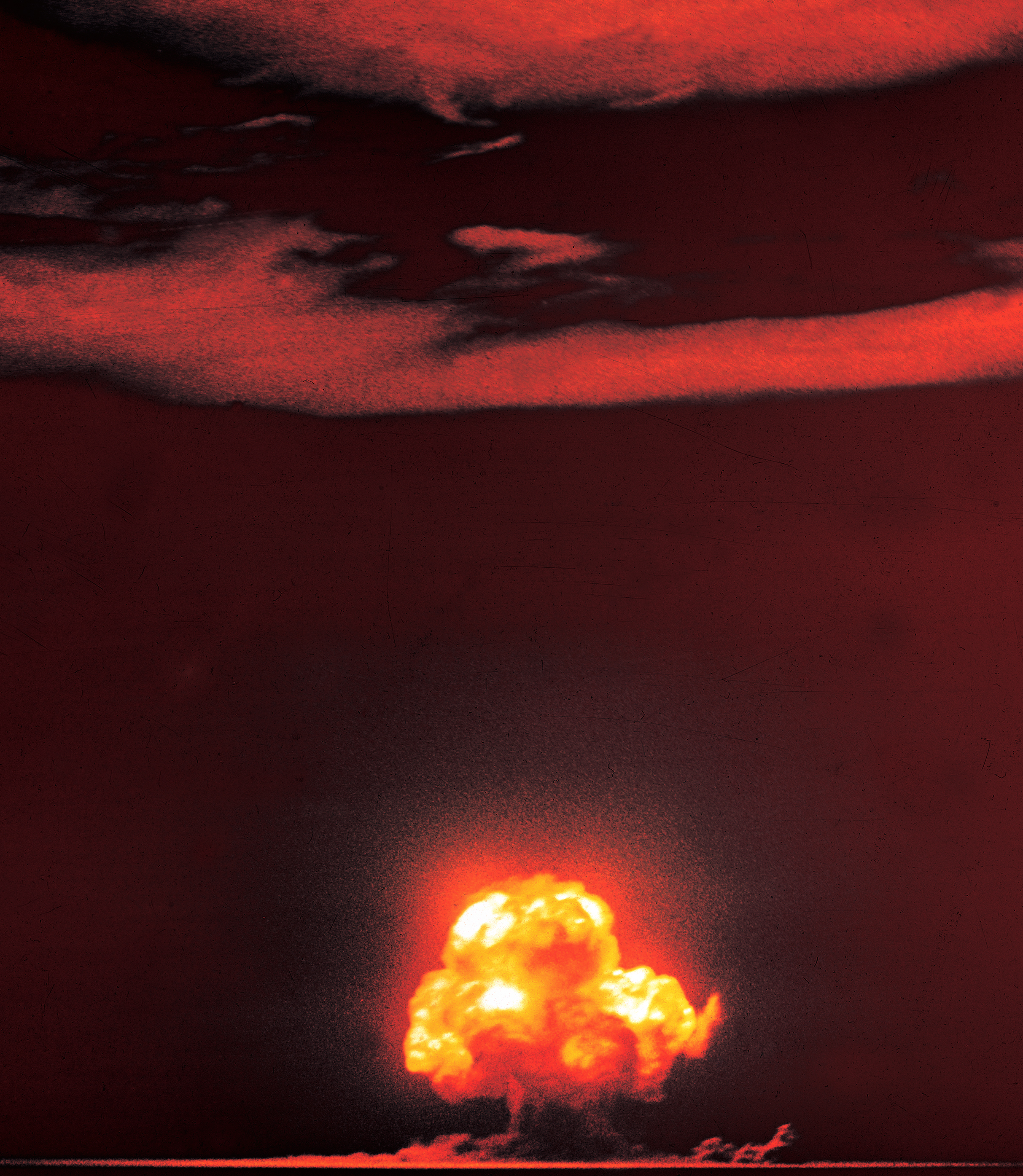
L'essai Trinity du 16 juillet 1945 à Alamogordo au Nouveau-Mexique.

En 1945, la Seconde Guerre mondiale touche à sa fin en Europe après la capitulation du Troisième Reich. Certains scientifiques du projet commencent à avoir des doutes sur la nécessité de poursuivre le projet. Néanmoins, la bombe est terminée et l'essai Trinity a lieu avec succès le 16 juillet 1945, juste avant la conférence de Potsdam. Le président américain Harry S. Truman décide de larguer des bombes atomiques sur Hiroshima et Nagasaki pour forcer la reddition du Japon. Dès lors, Robert Oppenheimer devient aux yeux du public le « père de la bombe atomique ». Hanté par l'immense destruction provoquée par les bombes, le scientifique rencontre le président américain pour l'exhorter à la retenue dans le développement d'armes de plus en plus puissantes. Truman n'est cependant pas touché par la détresse d'Oppenheimer, qu'il perçoit comme une faiblesse, et insiste sur le fait que lui seul, en tant que président, porte la responsabilité de l'utilisation de la bombe. Oppenheimer continue néanmoins de ressentir une intense culpabilité.
Oppenheimer critique alors la poursuite du développement nucléaire, en particulier l'élaboration de la bombe à hydrogène. Cela l'oppose donc à son ancien collaborateur, Edward Teller. Sa position devient un point de discorde au milieu de la guerre froide contre l'Union soviétique. Lewis Strauss, président de la Commission de l'énergie atomique des États-Unis, en veut à Oppenheimer notamment en raison d'une humiliation publique qu'il a subie lors d'un débat sur la circulation des isotopes. Strauss est également persuadé qu'Oppenheimer l'a critiqué auprès d'Einstein. En avril 1954, Strauss manœuvre en secret et organise l'audition de sécurité d'Oppenheimer, visant à prouver que le scientifique est un espion à la solde des Soviétiques. Défendu par certains proches, Oppenheimer est trahi par le témoignage de Teller et d'autres associés. Strauss exploite les liens d'Oppenheimer avec des communistes, anciens ou actuels, tels que sa défunte maîtresse Jean Tatlock et son frère Frank. Malgré les témoignages de plusieurs alliés, l'habilitation de sécurité d'Oppenheimer est révoquée. Cela ternit son image publique et anéantit son influence politique. Plus tard, en 1959, une audience de confirmation du Sénat se réunit pour valider ou non la nomination de Lewis Strauss au poste de secrétaire au Commerce. Contre toute attente, les motivations personnelles et secrètes de Strauss pour faire chuter Oppenheimer sont révélées par David L. Hill, ancien membre du Projet Manhattan. Ces révélations provoquent l'échec de la validation de Strauss.
En 1963, le président Lyndon B. Johnson remet à Oppenheimer le prix Enrico-Fermi en signe de réhabilitation politique et médiatique. Il est alors révélé que la conversation antérieure d'Oppenheimer avec Einstein ne concernait pas du tout Lewis Strauss, mais plutôt les implications profondes des armes nucléaires sur le long terme. En outre, Einstein lui rappelle une cérémonie au cours de laquelle Oppenheimer et ses collègues lui avaient remis un prix ; mais comme ils pensaient qu'Einstein ne comprenait plus ce qu'il avait initié, le prix en question était plus pour eux que pour lui. Il le prévient alors que la même chose va lui arriver, qu'une fois qu'Oppenheimer sera « suffisamment puni » pour ce qu'il a accompli, il recevra un prix au cours d'une cérémonie et se verra dire que tout est pardonné ; mais que tout comme la cérémonie du prix d'Albert Einstein n'était pas pour lui, celle d'Oppenheimer ne lui sera pas destinée non plus. Finalement, Oppenheimer se demande si l'essai Trinity, et dans une plus large mesure la création de l'arme atomique, n'a pas déclenché une réaction en chaîne d'événements qui pourraient conduire à un holocauste nucléaire.

## Fiche technique
Sauf indication contraire, les informations mentionnées dans cette section peuvent être confirmées par les bases de données cinématographiques IMDb et Allociné,  présentes dans la section « Liens externes ».
- Titre original et français : Oppenheimer
- Réalisation : Christopher Nolan
- Scénario : Christopher Nolan, d'après la biographie Robert Oppenheimer : Triomphe et tragédie d'un génie de Kai Bird et Martin J. Sherwin
- Musique : Ludwig Göransson
  - Orchestration : Gregory Jamrok, Thomas Kotcheff, Abraham Libbos, Joe Zimmerman
  - Montage musical : Alex Gibson, Felipe Pacheco
- Direction artistique : Jake Cavallo, Samantha Englender et Anthony D. Parrillo
- Décors : Ruth De Jong, Claire Kaufman et Adam Willis[4]
- Costumes : Ellen Mirojnick
- Maquillage : Luisa Abel
- Coiffure : Jaime Leigh McIntosh
- Photographie : Hoyte van Hoytema
- Son : Willie D. Burton, Richard King, Kevin O'Connell, Gary A. Rizzo, Unsun Song
- Montage : Jennifer Lame
- Production : Christopher Nolan, Charles Roven et Emma Thomas
  - Production déléguée : Thomas Hayslip, J. David Wargo et James Woods
  - Coproduction : Andy Thompson
- Sociétés de production :
  - États-Unis : Universal Pictures, Atlas Entertainment et Gadget Films
  - Royaume-Uni : Syncopy
- Sociétés de distribution : Universal Pictures (États-Unis) ; Universal Pictures International (UPI) (Royaume-Uni, France, Suisse) ; Sony (Belgique)[5]
- Budget : 100 millions de $[6]
- Pays de production :  États-Unis,  Royaume-Uni
- Langues originales : anglais, allemand, italien
- Format : couleur et noir et blanc — 65 mm et IMAX 65 mm — 2,20:1 et 1,43:1 — son IMAX 6-Track
- Genre : biopic, historique, drame, thriller
- Durée : 180 minutes
- Dates de sortie[7] :
  - France, Belgique, Suisse romande : 19 juillet 2023[8],[9],[10]
  - États-Unis, Royaume-Uni, Québec : 21 juillet 2023[11]
- Classification :
  - États-Unis : interdit aux moins de 17 ans (R – Restricted)[N 1]
  - Royaume-Uni : interdit aux moins de 15 ans (15 - Suitable only for 15 years and over)[12]
  - France : tous publics lors de sa sortie en salles et déconseillé aux moins de 10 ans à la télévision[13]
  - Belgique : potentiellement préjudiciable jusqu'à 12 ans (Mogelijk schadelijk voor kinderen onder de 12 jaar)[9],[14]
  - Suisse romande : interdit aux moins de 12 ans[15]
  - Québec : tous publics (G - General Rating)[11]

## Distribution
Sauf indication contraire, les informations mentionnées dans cette section peuvent être confirmées par la base de données cinématographiques IMDb,  présente dans la section « Liens externes ».
Version française réalisée par la société de doublage Dubbing Brothers, sous la direction artistique de Michel Derain, avec une adaptation de dialogues de Pierre Arson et Hélène Monsché.
 Source et légende : version française (VF) sur RS Doublage et selon le carton du doublage français cinématographique.

## Production

### Genèse et développement
En 2005, à la suite de la sortie de la biographie Robert Oppenheimer : Triomphe et tragédie d'un génie, le réalisateur Sam Mendes se montre intéressé pour l'adapter en film. Cependant, le projet ne se concrétise jamais et les auteurs se montrent pessimistes quant aux perspectives d'adaptation du livre à l'écran. En 2019, à la fin de la production de Tenet, Robert Pattinson offre à Christopher Nolan un livre contenant les discours d'Oppenheimer. Il estime que c'est une extension logique du film Tenet et que l'idée d'explorer la réalité historique plutôt que de l'employer comme analogie dans un film de science-fiction était fascinante.
En décembre 2020, Warner Bros. annonce son intention de donner à ses films de 2021 des sorties simultanées à cause de l'impact de la pandémie de coronavirus sur l'industrie cinématographique. Nolan, qui s'était associé au studio depuis Insomnia en 2002, se dit indigné par la décision. Les médias évoquent en janvier 2021 la possibilité que le prochain film de Nolan soit le premier à ne pas être financé par Warner Bros. À la mi-2021, le cinéaste avait déjà quitté Warner Bros. et avait rencontré d'autres studios pour développer son nouveau projet.
En septembre 2021, il est annoncé que Nolan écrirait et réaliserait un film biographique se déroulant pendant la Seconde Guerre mondiale sur Robert Oppenheimer, créateur de la bombe atomique, avec Cillian Murphy en négociation pour jouer le rôle du physicien. Le réalisateur lit finalement Robert Oppenheimer : Triomphe et tragédie d'un génie plus tard cette année-là et décide de baser son scénario sur le livre, considérant Oppenheimer comme le personnage historique le plus important à avoir jamais vécu en raison de son rôle dans la création de la bombe atomique. Nolan approche plusieurs studios pour le projet, notamment Sony Pictures, Universal Pictures, Paramount Pictures et Apple Studios, en raison de sa relation tendue avec Warner Bros. Selon certaines sources, Paramount est très vite hors de la sélection à la suite du remplacement du président Jim Gianopulos par Brian Robbins, un défenseur des services de streaming.
Universal Pictures accepte de financer et de distribuer le film, la production devant commencer au premier trimestre de 2022. Le studio accepte aussi un budget de 100 millions de dollars, 20 % du box-office du premier week-end, une période de trois semaines avant et après le film durant laquelle Universal ne peut sortir d'autres films.

### Écriture
Oppenheimer est le premier scénario écrit par Christopher Nolan à la première personne. Il souhaite que le récit soit transmis du point de vue d'Oppenheimer et décrit la texture du film comme posant la question « comment le personnel interagit avec l'historique et le géopolitique » avec l'intention d'en faire un récit édifiant. Il commence à écrire le scénario après avoir terminé Tenet. Nolan choisit d'explorer la manière qu’ont les conséquences à affecter les gens. Il décide d'alterner des scènes en couleur et en noir et blanc, expliquant qu'il souhaitait que le film soit transmis d'un point de vue à la fois objectif et subjectif. Sur la dichotomie entre la couleur et le noir et blanc, il déclare que la majorité du film en couleur étaye les expériences subjectives d'Oppenheimer, tandis qu'une « vue plus objective de son histoire du point de vue d'un personnage différent » est présentée dans la chronologie en noir et blanc. Les visuels du monde quantique et des vagues d'énergie renforcent le côté subjectif du film. Nolan note qu'Oppenheimer ne s'est jamais publiquement excusé pour son rôle dans les bombardements atomiques d'Hiroshima et de Nagasaki et désire dépeindre cette culpabilité qui le ronge.

« Je pense que de tous les personnages auxquels j'ai eu affaire, Oppenheimer est de loin le plus ambigu et le plus paradoxal. Ce qui, étant donné que j'ai fait trois films Batman, en dit long. »

— Christopher Nolan
Christopher Nolan commence par essayer de trouver le lien qui relie le domaine quantique, la vibration de l'énergie et le parcours personnel d'Oppenheimer. Il cherche aussi à montrer les difficultés de sa vie, en partie ce qui concerne sa vie sexuelle. Nolan souhaite raconter franchement sa liaison avec Jean Tatlock ainsi que l'influence qu'elle a eue sur sa vie, étant communiste. Nolan souhaite également explorer la relation entre l'amiral Lewis Strauss et Oppenheimer. Pour cela, il s'inspire de la relation entre Wolfgang Amadeus Mozart et Antonio Salieri dans le film Amadeus (1984). Nolan compte aussi retranscrire l'entrevue d'Oppenheimer avec le président Harry S. Truman, ce dernier le qualifiant de cry baby. Nolan cherche à transmettre la scène du point de vue d'Oppenheimer, estimant que c'est « un énorme moment de désillusion, un énorme tournant [pour Oppenheimer] dans son approche pour essayer de faire face aux conséquences de ce dans quoi il avait été impliqué », tout en soulignant qu'il s'agit d'un « énorme changement de perception de la réalité de la perception d'Oppenheimer ». Il décide aussi de changer le ton du film après les bombardements atomiques d'Hiroshima et de Nagasaki, désireux de passer du « plus haut triomphalisme, le plus haut, au plus bas dans le plus court temps d'écran possible ».

### Attribution des rôles
En octobre 2021, Cillian Murphy est annoncé dans le rôle-titre. Il est ensuite rejoint par Robert Downey Jr. et Matt Damon, dans les rôles respectifs de Lewis Strauss et Leslie Groves,. Emily Blunt rejoint ensuite le projet dans le rôle de Katherine Oppenheimer. En décembre, Florence Pugh et Benny Safdie rejoignent la distribution pour interpréter Jean Tatlock et Edward Teller, alors que Rami Malek est annoncé dans un rôle non précisé. En janvier 2022, la présence de Josh Hartnett est également confirmée. En février, la présence d'Alden Ehrenreich et David Krumholtz est confirmée. Ils sont suivis par Michael Angarano, Kenneth Branagh ou encore David Dastmalchian.
Oppenheimer marque la sixième collaboration entre Christopher Nolan et Cillian Murphy, mais la première avec Murphy en tête d'affiche. Pour se préparer au rôle, l'acteur fait beaucoup de lectures et de recherches sur Oppenheimer, perd beaucoup de poids et apprend plusieurs milliers de mots de néerlandais.
Le processus de casting était si secret que certains des acteurs ne savaient pas quel rôle ils allaient jouer jusqu'à ce qu'ils signent. Robert Downey Jr., Matt Damon et Emily Blunt ont subi des réductions de salaire pour travailler sur le film, gagnant 4 millions de dollars chacun au lieu de leurs salaires habituels de 10 à 20 millions de dollars. Robert Downey Jr. se rend chez Nolan pour lire le scénario, comme d'habitude, imprimé en noir sur du papier rouge. Emily Blunt rencontre Nolan à Los Angeles et accepte avec enthousiasme le rôle.
Alors que le tournage a déjà débuté, Gary Oldman déclare qu'il sera sur le plateau pendant une journée en mai pour « une scène, une page et demie ».
Le film marque le premier film de Nolan sans Michael Caine depuis 2005. Interrogé sur l'absence de Caine, Nolan répond qu'« il est dans nos esprits, mais pas en tant qu'acteur. Non, non. Il n'a pas pu nous joindre pour ce film. Mais il est toujours avec nous dans nos esprits et on a eu d'excellentes collaborations ensemble à travers les années »

### Tournage
La préproduction commence en janvier 2022 au Nouveau-Mexique où un casting de deux jours a lieu à Santa Fe et Los Alamos afin de trouver des acteurs pour jouer les résidents locaux, le personnel militaire et les scientifiques. Un autre casting a eu lieu en février. Le tournage commence fin février 2022 et dure 57 jours avec Hoyte van Hoytema comme directeur de la photographie.
Le film est tourné en IMAX 65 mm et en format large 65 mm sur pellicule. Oppenheimer est par ailleurs le premier film avec des séquences tournées en IMAX noir et blanc,.
Au cours de la deuxième semaine d'avril, le tournage a lieu à l'université de Princeton. Le tournage a également lieu en Californie, principalement autour du campus de l'université de Californie à Berkeley. L'équipe de production filme des scènes à Belen (Nouveau-Mexique), avec Murphy escaladant une tour en acier, une réplique des installations du projet Manhattan, par mauvais temps. Le tournage se termine en mai 2022.
Le tournage impliquait l'utilisation de vrais explosifs pour représenter l'essai nucléaire de Trinity, Nolan ayant choisi de ne pas utiliser d'effets spéciaux numériques,,. Tout en utilisant des miniatures pour l'effet pratique, le superviseur des effets spéciaux du film, Scott R. Fisher, les qualifie de « grandeur nature », car l'équipe a essayé de rendre les modèles aussi grands que possible.
Toute une ville de style années 1940 a également été construite ex nihilo. Parce que Nolan voulait rendre le film aussi subjectif que possible, en racontant tout du point de vue d'Oppenheimer, il a cherché à représenter ses idées et ses réflexions sur la façon dont il imaginait le monde quantique et les vagues d'énergie.

### Musique
Le 8 octobre 2021, on apprend que la musique du film est composée par Ludwig Göransson, qui a déjà travaillé avec Christopher Nolan sur Tenet (2020).

## Accueil

### Promotion
La sortie concomitante d'Oppenheimer avec Barbie crée un effet d'amplification, nommé Barbenheimer, qui pousse nombre de spectateurs à voir les deux films successivement pour mieux apprécier leur contraste. Aux États-Unis, 40 000 spectateurs achètent ainsi un double billet auprès de la chaîne de cinémas AMC pour voir les deux films dans la même journée, le jour de leur sortie, le 21 juillet 2023.
Le 14 juillet 2023, la grève de la SAG-AFTRA est déclarée durant la première londonienne du film. Les acteurs ont pu parcourir le tapis rouge, mais se sont retirés avant la projection par solidarité. La première new-yorkaise devrait avoir lieu mais sans les acteurs.

### Accueil critique
Sur l’agrégateur de critiques Rotten Tomatoes, il obtient 93 % d'avis favorables pour 508 critiques et une note moyenne de 8,8⁄10. Le consensus suivant résume les critiques compilées par le site : « Oppenheimer marque une autre réalisation captivante de Christopher Nolan qui bénéficie de la performance « tour de force » de Murphy et de visuels époustouflants. »
Sur Metacritic, qui utilise une moyenne pondérée, le film obtient une note de 90⁄100 pour 69 critiques.
Sur le site Allociné, qui recense 32 critiques de presse, le film obtient la note moyenne de 3,8⁄5. Du côté des avis positifs, Aurélien Allin de CinemaTeaser écrit notamment : « Chris Nolan continue de mener le grand spectacle américain vers des territoires singuliers et expérimentaux, entre portrait intimiste et fresque politique. Du très grand cinéma. » Pour le site Écran Large, « Christopher Nolan défie la physique du cinéma avec Oppenheimer, œuvre sensorielle à la richesse obsédante et la beauté époustouflante. »
Dans Ouest-France, on peut notamment lire : « Avec brio mais aussi rigueur et profondeur, Christopher Nolan raconte le destin de celui qui créa la première bombe atomique. » Nathalie Chifflet du Dauphiné Libéré souligne « le récit discontinu, morcelé » qui « libère, comme la puissance brute d’une bombe humaine, une ignition des conflits intérieurs d’Oppenheimer, l’idéaliste dévasté. »
Certains avis sont plutôt négatifs comme dans Libération : « Si sa volonté est effectivement celle, naturaliste, d’embrasser la multitude de l’homme qu’il raconte, l’échec est cuisant puisque Oppenheimer ne nous en fait rien voir, nous trouble la vision, pour nous faire passer à côté de tout. » Josué Morel du site Critikat écrit quant à lui : « Les ornements d'Oppenheimer ne suffisent pas à masquer la balourdise de sa mise en scène. » Les critiques du Masque et la Plume sont également négatifs : « C'est vraiment d'un sérieux de plomb. C'est toujours filmé de la même manière » pour Jean-Marc Lalanne des Inrockuptibles. Pour Éric Neuhoff du Figaro : « C'est comme un gros pudding dont on se demande s'il est roboratif ou bourratif. »

### Box-office
| Pays ou région | Box-office         | Date d'arrêt du box-office | Nombre de semaines |
| -------------- | ------------------ | -------------------------- | ------------------ |
| États-Unis     | 329 862 540 $      | 21 mars 2024               | 34                 |
| France         | 4 523 770 entrées  | 27 décembre 2023           | 23                 |
| Allemagne      | 4 216 570 entrées  | 2 juin 2024                | 38                 |
| Espagne        | 3 184 468 entrées  | 21 avril 2024              | 36                 |
| Brésil         | 2 937 358 entrées  | 24 mars 2024               | 17                 |
| Russie         | 594 456 entrées    | 28 janvier 2024            | 17                 |
| Chine          | 10 388 520 entrées | 26 novembre 2023           | 13                 |
| Italie         | 3 827 996 entrées  | 7 avril 2024               | 17                 |
| Total mondial  | 975 498 223 $      | en cours                   | 51                 |

## Distinctions

### Récompenses
- Golden Globes 2024 : 
  - Meilleur film dramatique
  - Meilleure réalisation
  - Meilleur acteur dans un film dramatique pour Cillian Murphy
  - Meilleur acteur dans un second rôle pour Robert Downey Jr.
  - Meilleure musique de film
- BAFTA 2024[N 2],[76] :
  - Meilleur film
  - Meilleure réalisation pour Christopher Nolan
  - Meilleur acteur pour Cillian Murphy
  - Meilleur acteur dans un second rôle pour Robert Downey Jr.
  - Meilleure photographie
  - Meilleur montage
  - Meilleure musique de film
- Oscars 2024 : 
  - Meilleur film
  - Meilleur réalisateur pour Christopher Nolan
  - Meilleur acteur pour Cillian Murphy
  - Meilleur acteur dans un second rôle pour Robert Downey Jr.
  - Meilleure photographie
  - Meilleur montage
  - Meilleure musique de film
- Screen Actors Guild Awards 2024 :
  - Meilleur acteur pour Cillian Murphy
  - Meilleur acteur dans un second rôle pour Robert Downey Jr.
  - Meilleure distribution

### Nominations
- Golden Globes 2024 :
  - Meilleur scénario
  - Meilleure actrice dans un second rôle pour Emily Blunt
- BAFTA 2024[N 2],[76] :
  - meilleure actrice dans un second rôle pour Emily Blunt
  - meilleur scénario adapté pour Christopher Nolan
  - meilleurs décors pour Jack Fisk et Adam Willis
  - meilleurs costumes pour Ellen Mirojnick
  - meilleurs maquillages et coiffures pour Luisa Abel, Jaime Leigh McIntosh, Jason Hamer et Ahou Mofid
  - meilleur son pour Willie Burton, Richard King, Kevin O'Connell (en) et Gary A. Rizzo
- César 2024[77] : Meilleur film étranger pour Christopher Nolan
- Oscars 2024[N 2],[78] :
  - Meilleure actrice dans un second rôle pour Emily Blunt
  - Meilleur scénario adapté pour Christopher Nolan
  - Meilleurs décors et direction artistique pour Ruth De Jong et Claire Kaufman
  - Meilleurs costumes pour Ellen Mirojnick
  - Meilleurs maquillages et coiffures pour Luisa Abel
  - Meilleur son pour Willie Burton, Richard King, Kevin O'Connell et Gary A. Rizzo
- Screen Actors Guild Awards 2024 : Meilleure actrice dans un second rôle pour Emily Blunt